# San José, Atzacan
San José är en ort i Mexiko.   Den ligger i kommunen Atzacan och delstaten Veracruz, i den sydöstra delen av landet, 220 km öster om huvudstaden Mexico City. San José ligger 1 746 meter över havet och antalet invånare är 260.
Terrängen runt San José är kuperad åt sydost, men åt nordväst är den bergig. Runt San José är det ganska tätbefolkat, med 155 invånare per kvadratkilometer. Närmaste större samhälle är Orizaba, 13,0 km söder om San José. I omgivningarna runt San José växer huvudsakligen savannskog.